# Renato Tiriticco
Renato Tiriticco (Pescara, 15 marzo 1924 – Chieti, 24 luglio 1987) è stato un calciatore italiano, di ruolo terzino.

## Carriera
Vanta 5 presenze in Serie A, collezionate nel campionato 1950-1951 con la maglia del Napoli, e 141 presenze in Serie B tra le file di Pescara, Cremonese e Stabia.

## Palmarès

### Club

#### Competizioni nazionali
- Serie C: 1

Stabia: 1950-1951